# Parydra littoralis
Parydra littoralis är en tvåvingeart som först beskrevs av Johann Wilhelm Meigen 1830.  Parydra littoralis ingår i släktet Parydra och familjen vattenflugor. Arten är reproducerande i Sverige. Inga underarter finns listade i Catalogue of Life.